# Fernão Gomes de Lemos
Fernão Gomes de Lemos (c. 1485 - c. 1535) foi um militar, diplomata e administrador colonial português, nomeado Embaixador à Pérsia no ano de 1515 e capitão de Ceilão, de 1522 a 1524.

## Biografia
Era filho secundogénito de João Gomes de Lemos, 2.° Senhor da Trofa, Álvaro, Pampilhosa, Jales e Alfarela de juro e herdade, e de sua mulher, Violante de Sequeira.
Deve ter nascido cerca de 1485, pois o filho primogênito do 2º Senhor da Trofa, Duarte de Lemos, nasceu logo no início da década de 1480.

### Carreira no Estado da Índia
Esteve na Índia com o acima referido seu irmão primogénito, Duarte de Lemos, futuro 3.° Senhor da Trofa, e participou na tomada de Malaca (1511) e de Ormuz e também no ataque a Adém
Foi como Capitão de Armada ao Estreito de Ormuz e ao Mar Roxo.

### Embaixador à Pérsia
A 4 de Maio de 1515, Fernão Gomes de Lemos, escrevendo já na qualidade de Embaixador ao Xeique Ismail da Pérsia, mandou ao Rei D. Manuel I notícias do seu conhecimento e do Escrivão da sua Embaixada.
A 4 de Janeiro de 1517, escreveu de novo ao Rei, lembrando que Afonso de Albuquerque o nomeara como Embaixador ao Xeique Ismail, "serviço difícil pois nem o caminho se sabia", e mandando ao Rei um livro da sua Embaixada e da Armada de Ormuz.
De facto, a decisão de Afonso de Albuquerque de nomear um Embaixador junto à corte safávida explicava-se pela proximidade geográfica, e relações de suserania, da Pérsia com a praça portuguesa de Ormuz, recém-conquistada por Albuquerque.
Os contactos mantidos por Fernão Gomes de Lemos na Pérsia foram publicamente cordiais, mas em privado o soberano persa exprimiu o seu aborrecimento com a ocupação de Ormuz pelos portugueses. A contrapartida oferecida pelo Embaixador Fernão Gomes de Lemos - disponibilidade para oferecer auxílo militar à Pérsia, em caso de eventual conflito com os Mamelucos - conseguiu porém reequilibrar as relações luso-persas.

### Capitão de Ceilão
Foi o 3.° e último Capitão de Ceilão, de 1522 a 1524, com sede em Colombo, sucedendo no cargo a Lopo de Brito.
Pouco depois de tomar posse do cargo, no início de 1523, escrevendo ao rei D. João III, Fernão Gomes de Lemos manifestou o seu parecer de que seria inútil e até mesmo contraproducente a manutenção da Fortaleza em Colombo (construída durante o mandato do seu antecessor) pois ela estava causando forte reação contrária entre os cingaleses "que viam opressão [na existência] daquela praça". Assim, atendendo ao "pouco fruto que da guarnição militar portuguesa se podia tirar" e ao facto de não haver "maiores intentos portugueses e [serem] gravíssimas as dificuldades de os conseguir", Lemos concluía que "para efeito da vassalagem e do comércio bastava uma Feitoria; e tudo o mais serviria de impedimento ao aumento do Estado [português] por outras vias".
O governador em Goa, D. Duarte de Meneses, concordou com a opinião de Lemos, e reforçou-a dizendo que em Ceilão só o comércio da canela era importante, e tudo o mais "de pouco interesse".
A coroa portuguesa, tendo em conta os pareceres do capitão Lemos em Colombo e do governador Meneses em Goa, enviou assim instruções através do novo vice-rei, o conde-almirante D. Vasco da Gama, no sentido de se desmantelar a fortaleza, deixando em Colombo apenas a feitoria. Fora essa uma decisão já ponderada pelo rei D. Manuel I, e agora reiterada e aplicada por seu sucessor D. João III.
Fernão Gomes de Lemos, no cumprimento das instruções régias, destruiu assim a fortaleza e "voltou com a guarnição e a artilharia para Goa, no navio do capitão-mor António de Lemos, seu irmão". Em Colombo ficaria apenas o feitor e alcaide-mor Nuno Freire de Andrade, com 20 soldados; o vice-rei Vasco da Gama, em Goa, escreveu entretanto ao rei de Cota, Bhuvanekabãhu VII, comunicando-lhe a decisão de deixar apenas um feitor em Colombo, pois "essa fortaleza é causa de moléstia; para satisfazer a Vossa Alteza a mando derrubar e só deixo ficar um feitor para recolher os tributos e comerciar nas especiarias úteis ao reino [de Portugal]. Ele (feitor) ficará ao cuidado de Vossa Alteza, o que sei que fará, como tenho entendido".
Fernão Gomes de Lemos teve ainda a oportunidade de apresentar, formalmente, o novo feitor e seu escrivão ao Rei Bhuvanekabãhu VII, que os recebeu com boa vontade, prometendo-lhes apoio; só depois de praticar esta última diligência diplomática embarcou de regresso à costa do Malabar.
Após o término do seu mandato, o cargo de capitão de Ceilão foi deixado vago até 1551, quando foi criado o novo cargo de Capitão-mór do Ceilão português.
De regresso a Portugal, Fernão Gomes de Lemos comprou a Álvaro Pacheco uma Quinta em Alenquer, pelo que, a 3 de Agosto de 1529, lhe trespassou 850.000 reais que lhe devia na Casa da Índia, para pagar a Quinta e respectiva sisa.

### Falecimento no Oriente, "no serviço do rei"
É um dos quatro irmãos do acima referido António de Lemos, outro filho segundogênito dos senhores da Trofa, que o governador da Índia Martim Afonso de Sousa, escrevendo ao Rei D. João III a partir de Goa, em 1 de dezembro de 1543, diz terem "morrido no serviço ao Rei".
Sendo assim, atendendo às datas da sua compra de terras em Portugal e da carta de Martim Afonso de Sousa, é de presumir que tenha falecido no Oriente, provavelmente em combate, na década de 1530.

## Descendência
Faleceu solteiro, mas deixou uma filha natural, Filipa de Lemos, a quem deixou em testamento 40.000 reais para seu casamento.
Cristóvão Alão de Morais, o famoso genealogista e jurista do século XVII, põe a hipótese de esta Filipa de Lemos ter casado com Vasco Fernandes Homem. Noutro lugar, dá a este Fernão Gomes de Lemos, a quem chama Fernão Martins de Lemos, duas filhas naturais, uma Filipa de Lemos, a que não dá marido, e outra Guiomar de Lemos, que refere como casada com Pedro Homem.
Mas, ao certo, apenas se sabe que, em 1504, testemunharam um instrumento do 1.° Conde de Tentúgal uma Filipa de Lemos e um Nuno Homem, na qualidade de seus criados,sendo porém legítimo duvidar que se trate da filha de Fernão Gomes de Lemos - dado que este nasceu depois de 1480, pelo que seria improvável que tivesse uma filha já em idade de ser testemunha no ano de 1504.